# Witchy Woman
Witchy Woman is een nummer van de Amerikaanse band Eagles. Het nummer werd uitgebracht op hun debuutalbum Eagles uit 1972. Op 1 augustus van dat jaar werd het nummer uitgebracht als de tweede single van het album.

## Achtergrond
Witchy Woman is geschreven door drummer Don Henley en gitarist Bernie Leadon en is geproduceerd door Glyn Johns. Het is het enige nummer op het album dat werd gezongen door Henley, en tevens het enige nummer op het album dat (mede) door hem werd geschreven. Leadon begon met het schrijven van het nummer toen hij nog lid was van The Flying Burrito Brothers. Nadat hij bij de Eagles kwam, maakte hij samen met Henley het nummer af. Het ontstond toen Henley in een oud huis nabij de Hollywood Bowl woonde. Hij vertelde over het nummer: "[Leadon] kwam op een dag naar ons toe en speelde een vreemde riff in mineur dat klonk als een Hollywood-versie van indianenmuziek - je weet wel, die muziek die ze spelen wanneer de indianen op de bergkam rijden terwijl de wagentrein er onderdoor rijdt. Het had een spookachtige kwaliteit, en ik vond het interessant, dus namen we een ruwe versie op een cassettebandje op.
De titel van Witchy Woman is geïnspireerd door een aantal verschillende vrouwen, alhoewel Henley vooral Zelda Fitzgerald in gedachten had; hij las haar biografie op het moment dat het nummer geschreven werd. Volgens Henley was hij getroffen door een griep, waarbij hij hoge koorts had en deels aan het ijlen was, en iedere keer dat de griep verdween, ging hij verder met het lezen van een boek over Fitzgerald. Het titelpersonage in het nummer zou volgens hem een mix worden tussen Fitzgerald "samen met amorfe beelden van meisjes die ik had ontmoet in de Whisky en The Troubadour". Henley raakte tevens geïnspireerd voor het nummer door diverse werken van Carlos Castaneda over het sjamanisme en een vrouw die hij kende die hierin geïnteresseerd was.
Witchy Woman is het eerste succesvolle nummer dat is geschreven door Henley, en hij verwijst er dan ook naar als "het begin van mijn professionele carrière als liedjesschrijver". Het bereikte de negende plaats in de Amerikaanse Billboard Hot 100 en piekte een positie hoger in de Canadese hitlijsten. Ook in Nederland werden hitlijsten bereikt: de Top 40 werd weliswaar niet bereikt en het bleef steken op de zesde plaats in de Tipparade, maar in de Daverende Dertig kwam het tot plaats 26. Het nummer is gebruikt in de film America's Sweethearts en in een aflevering van de televisieserie Cold Case.

## Hitnoteringen

### Daverende Dertig
| Hitnotering: 25-11-1972 t/m 02-12-1972 | Hitnotering: 25-11-1972 t/m 02-12-1972 | Hitnotering: 25-11-1972 t/m 02-12-1972 | Hitnotering: 25-11-1972 t/m 02-12-1972 |
| Week                                   | 1                                      | 2                                      |                                        |
| -------------------------------------- | -------------------------------------- | -------------------------------------- | -------------------------------------- |
| Positie                                | 30                                     | 26                                     | uit                                    |

### NPO Radio 2 Top 2000
| Nummer met noteringen in de NPO Radio 2 Top 2000 | '03  | '04  | '05  | '06  | '07  | '08  | '09  | '10  | '11  | '12  | '13  | '14  | '15  | '16  | '17  | '18  | '19  |
| ------------------------------------------------ | ---- | ---- | ---- | ---- | ---- | ---- | ---- | ---- | ---- | ---- | ---- | ---- | ---- | ---- | ---- | ---- | ---- |
| Witchy Woman                                     | 1683 | 1686 | 1585 | 1714 | 1804 | 1750 | 1200 | 1297 | 1425 | 1477 | 1329 | 1501 | 1768 | 1828 | 1823 | 1947 | 1697 |

1. ↑  Een vetgedrukt getal geeft de hoogste notering aan.
2. ↑  2003 was het eerste jaar met een notering voor dit nummer.
3. ↑  Deze tabel is bijgewerkt tot en met de laatste editie (2024).